# Psilomerus divisus
Psilomerus divisus är en skalbaggsart som beskrevs av Holzschuh 1993. Psilomerus divisus ingår i släktet Psilomerus och familjen långhorningar. Inga underarter finns listade i Catalogue of Life.